# Georges Couton
Georges Couton (* 9. Juli 1912 in Saint-Pal-de-Senouire, Département Haute-Loire; † 1992) war ein französischer Romanist und Literaturwissenschaftler.

## Leben und Werk
Couton habilitierte sich in Paris mit den Thèses La Vieillesse de Corneille 1658–1684 (Paris 1949, 2003) und Le Légendaire cornélien (Paris 1949). Dann war er Professor an den Universitäten Clermont-Ferrand, Kairo (1953–1956) und Lyon (1957–1981).

## Weitere Werke

### Monographien
- Corneille et la Fronde. Théâtre et politique il y a trois siècles, Clermont-Ferrand 1951, Paris 2008
- Réalisme de Corneille. Deux études: La Clef de "Mélite". Réalités dans "le Cid", Paris 1953
- Corneille, Paris 1958
- La politique de La Fontaine, Paris 1959
- Corneille et la tragédie politique, Paris 1984 (Que sais-je ? 2174)
- Richelieu et le théâtre, Lyon 1987, Paris 2008
- Écritures codées. Essais sur l'allégorie au XVIIe siècle, Paris 1990
- La chair et l'âme. Louis XIV entre ses maîtresses et Bossuet, Grenoble 1994

### Herausgebertätigkeit
- (Hrsg.) La Fontaine. Contes et nouvelles en vers, Paris 1961, 1966
- (Hrsg.) La Fontaine. Fables choisies mises en vers, Paris 1962
- (Hrsg.) Molière, Œuvres complètes, 2 Bde., Paris 1971 (Pléiade)
- (Hrsg.) Corneille, Théâtre complet, 3 Bde., Paris 1971–1974
- (Hrsg. mit Jean Jehasse) Pensées de M. Pascal, Saint-Etienne 1971
- (Hrsg.) Corneille, Œuvres complètes, 3 Bde., Paris 1980–1987 (Pléiade)